# Xã Nottingham, Quận Harrison, Ohio
Xã Nottingham (tiếng Anh: Nottingham Township) là một xã thuộc quận Harrison, tiểu bang Ohio, Hoa Kỳ. Năm 2010, dân số của xã này là 324 người.